# Carl Silow
Carl Elis Silow, född 1879 i Kristianstad
, död 1 maj 1915 på Malmen i Linköping, var en svensk militär och flygpionjär. Han blev den svenska aviatikens första dödsoffer. Han var son till Carl Adolf Silow.
Silow genomgick flygutbildning och tilldelades aviatördiplom nr 11 1913. Han kom senare att arbeta som löjtnant och flyglärare på Malmslätt. Under en flygtur i en Farman HF 22 (B 2) med sin kollega löjtnant G. De la Gardie som passagerare havererade flygplanet och Silow blev den svenska aviatikens första dödsoffer.
Till minne av Silows flygolycka placerades en minnessten på fältet, under schaktningsarbeten i slutet av 1940-talet förkom originalstenen men en kopia finns idag ca 200 meter väster om östra förrådet.
”Den svenska aviatikens har kräft sitt första dödsoffer. En av våra främsta militära aviater löjtnant Carl Silow har satt lifvet till; I sin egenskap af lärare vid flygskolan på Malmslätt hade Silow på lördagen företagit üfningar på stor höjd med sin kollega löjtnant G. De la Gardie som passagerare. Under en vol piqué vid nedstigandet störtade maskinen, och föraren löjtnant Silow skadades så svårt att han tre timmar senare afled. Det inträffade har förorsakat sorg och beklämning i vida kretsar, och konungen så fort han fick underrättelse om olyckan i telegram till flygskolans chef sitt innerliga deltagande.”
(Östgöta Correspondenten 3 maj 1915)''